# 金仙草
金仙草（学名：Pulicaria chrysantha）是菊科蚤草属的植物，是中国的特有植物。分布在中国大陆的四川、广西等地，生长于海拔2,500米至3,000米的地区，多生在高山草地、亚高山或林缘，目前尚未由人工引种栽培。

## 别名
金花蚤草